# Grzegorz Poręba
Grzegorz Poręba (ur. 5 września 1973) – polski lekkoatleta, chodziarz.
Jako zawodnik Górnika Zabrze zdobył w 1998 roku brązowy medal mistrzostw Polski w chodzie na 50 kilometrów.
Mistrz Śląska w chodzie.

## Kariera naukowa
Doktor habilitowany nauk fizycznych, pracujący jako profesor w Zakładzie Geochronologii i Badań Izotopowych Środowiska Politechniki Śląskiej. Współautor i autor wielu publikacji naukowych. Członek projektu naukowego GADAM.

## Rekordy życiowe
- Chód na 50 kilometrów – 4:19:42 (1998)[3]